# Ружа Тенева
Ружа Драганова Тенева, известна с псевдонима си Северина, е българска поетеса. Тя е първата поетеса от Силистра и първата българска поетеса, завършила Сорбоната. Една от съоснователките на Клуба на българските писателки. Майка на писателя Драган Тенев.

## Биография
Ружа Тенева е родена на 12 декември 1882 година в Силистра.
Още на 16 години започва да пише поезия.
През 1905 г. завършва литература в историко-филологическия факултет към Парижкия университет. С това става първата българка, получила диплома в Сорбоната. През 1914 година завършва и история и социология в Женева.
След завръщането си в България, първо учителства в Ихтиман и там се запознава с поета Димчо Дебелянов. Ружа е приятелка на голямата любов на Дебелянов, Иванка Дерменджиева. В края на Първата световна война Тенева се премества в София, където отново работи като учителка.
Авторка е на два поетични сборника:
- 1926 – „Снежни върхове“,
- 1934 – „Свещеният огън“.[2]

Допринася със своя поезия в списанията „Просвета“, „Демократически преглед“, „Обществена мисъл“, „Листопад“, „Илюстрация светлина“, „Огнище“, „Светулка“ и др.
Ружа Тенева умира на 3 октомври 1953 година в София.

## Семейство
През 1918 година, Ружа Тенева се омъжва за художника Димитър Тенев и двамата има един син – писателят и изкуствовед Драган Тенев. Внучка ѝ е актрисата Северина Тенева.